# T'innamorerai
T'innamorerai è il terzo album di Marco Masini, pubblicato il 14 gennaio 1993; si compone di nove canzoni.
È uno degli album di maggiore successo dell'artista; fra le canzoni creò particolare scandalo il pezzo Vaffanculo, che suscitò polemiche e censure sia in TV che in radio. La canzone racconta le difficoltà che ha avuto Masini con i discografici prima di diventare famoso e anche dopo il successo a causa dell'immagine che gli era stata dipinta addosso da alcuni giornalisti e da alcuni personaggi del mondo dello spettacolo.
L'album rimase per sette settimane al secondo posto delle classifiche di vendita in Italia e stazionò tra i primissimi posti per altri tre mesi. Arriva in nona posizione in Svizzera e vende in tutta Europa oltre un milione di copie. La versione spagnola (Te enamorarás) ottiene il disco d'oro in Spagna.

## Tracce
1. Vaffanculo
2. T'innamorerai
3. Cantano i ragazzi
4. Paura d'amare
5. Dio non c'è
6. La libertà
7. Voglio volare
8. Anna viviamo
9. Un piccolo Chopin
10. Vaffanculo (strumentale) – solo su cassetta

## Formazione
- Marco Masini – voce
- Mario Manzani – tastiera, chitarra, organo Hammond, pianoforte
- Cesare Chiodo – basso
- Alfredo Golino – batteria
- Massimo Pacciani – percussioni
- Marco Tamburini – tromba, flicorno
- Sandro Comini – trombone
- Francesca Balestracci, Massimo Rastrelli, Danilo Amerio, Emanuela Cortesi, Marcello De Toffoli, Francesca Alotta, Leonardo Abbate – cori

## Classifiche

### Classifiche settimanali
| Classifica (1993) | Posizione massima |
| ----------------- | ----------------- |
| Italia            | 2                 |
| Svizzera          | 9                 |
| Europa            | 28                |

### Classifiche di fine anno
| Classifica (1993) | Posizione |
| ----------------- | --------- |
| Italia            | 7         |
| Europa            | 88        |